# 랑시
랑시(Lancy)는 스위스 제네바주의 자치체이다.

## 역사
랑시는 1097년 ‘두려움 없는’을 의미하는 Lanciaco로 처음 언급되었다.

## 지리
랑시의 면적은 2009년 기준으로 4.77k㎡이다. 이 지역 중 0.25km2 (5.2%)가 농업 목적으로 사용되는 반면 0.31k㎡ (6.5%)는 삼림으로 사용된다. 나머지 토지 중 4.26k㎡ (89.3%)가 정착(건물 또는 도로), 0.02k㎡ (0.4%)가 강이나 호수이다.
건축면적 중 공업용 건물이 전체 면적의 8.2%, 주택과 건물이 45.7%, 교통 기반시설이 26.4%를 차지했다. 전력 및 수자원 기반시설과 기타 특별 개발 지역은 면적의 2.7%를 구성하고 공원, 녹지대 및 스포츠 필드는 6.3%를 구성한다. 숲이 우거진 토지 중 전체 토지 면적의 5.0%는 숲이 우거져 있고 1.5%는 과수원이나 작은 나무 군락으로 덮여 있다. 농경지 중 3.4%는 작물 재배에 사용되며 1.5%는 목초지이다. 시정촌의 모든 물은 흐르는 물이다.
시정촌은 론강의 왼쪽 제방에 있다. 그랑랑시(Grand-Lancy)와 쁘띠-랑시(Petit-Lancy) 마을(에어 계곡으로 서로 분리되어 있음)과 Pesay, Saint-Georges, La Tour, La Vendée, Le Pont Rouge의 작은 마을로 구성되어 있다.
랑시 시정촌은 Les Grandes-Communes, 랑시 - Saint-Georges, Petit-랑시 - Tivoli, Surville, La Praille - Pont-Rouge, La Praille - Marchandises, La Praille - Rte des Jeunes의 하위 구간 또는 마을로 구성된다. La Praille - 경기장, 랑시 - La Chapelle, Le Bachet, Les Palettes.

## 인구통계

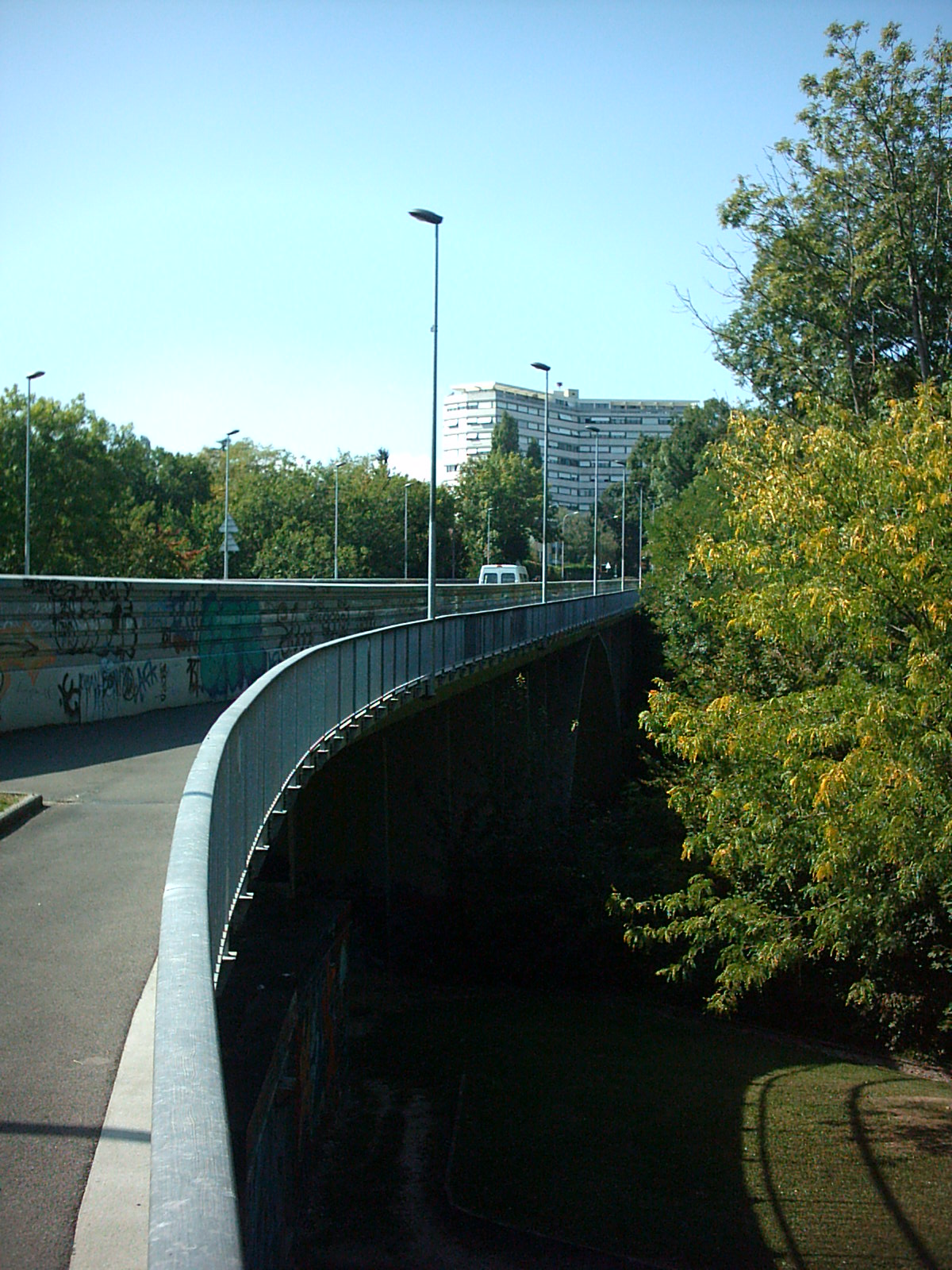
랑시교

랑시의 인구(2020년 12월 기준 )는 33,989명이다. 2008년 기준으로 인구의 35.0%가 거주하는 외국인이다. 1999년에서 2009년 사이에 인구는 12%의 비율로 변경되었다. 이주로 인해 6.2%의 비율로, 출생 및 사망으로 인해 6.2%의 비율로 변경되었다.
2000년 기준, 인구 대부분인 20,422명(79.5%)이 프랑스어를 사용하며, 포르투갈어가 1,031명(4.0%)으로 두 번째로 많이 사용하고, 이탈리아어가 1,029명(4.0%)으로 세 번째이다. 독일어를 할 줄 아는 사람은 883명, 로만슈어를 할 줄 아는 사람은 10명이다.
2008년 기준으로 인구의 성별 분포는 남성 48.2%, 여성 51.8%이다. 인구는 8,568명의 스위스 남성(인구의 29.7%)과 5,311명(18.4%)의 비스위스계 남성으로 구성되었다. 스위스 여성은 9,994명(34.7%), 비스위스계 여성은 4,938명(17.1%)이었다. 지자체의 인구 중 4,565명(약 17.8%)이 2000년에 랑시에서 태어나 그곳에 살았다. 같은 주에서 태어난 6,166명(24.0%)이 있었고, 스위스 다른 곳에서 태어난 4,305명(16.8%)이 있었다. 9,294명(36.2%)이 스위스 이외의 지역에서 태어났다.
2008년에는 스위스 시민이 200명, 스위스 시민이 아닌 경우 119명이 태어났다. 같은 기간에 스위스 시민이 132명, 비스위스계 시민이 31명 사망했다. 이민과 이민을 무시하면 스위스 시민의 인구는 68명이 증가한 반면 외국인 인구는 88명이 증가했다. 스위스에서 이주한 스위스 남자는 93명, 스위스 여자는 78명이었다. 동시에 다른 나라에서 스위스로 이주한 263명의 비스위스계 남성과 246명의 비스위스계 여성이 있었다. 2008년 전체 스위스 인구 변화(시 경계를 넘는 이동을 포함한 모든 출처에서)는 179명이 증가했고, 비스위스계 인구는 383명이 증가했다. 이는 2.1%의 인구 증가율을 나타낸다.
인구의 연령분포(2000년 기준)는 어린이와 청소년(0~19세)이 전체 인구의 22.6%, 성인(20~64세)이 62.7%, 노인(64세 이상)이 ) 14.7%를 차지한다.
2000년 기준으로 시정촌에는 미혼이거나 독신인 사람이 10,070명 있다. 기혼자는 12,343명, 미망인은 1,327명, 이혼한 사람은 1,948명이었다.
2000년 기준으로 시정촌의 개인가구는 11,205호로 가구당 평균 2.2명이다. 1인 가구는 4,092가구, 5인 이상 가구는 511가구였다. 총 11,466가구 중 1인 가구가 35.7%, 부모와 동거하는 성인이 52가구였다. 나머지 가구 중 자녀가 없는 부부는 2,908쌍, 자녀가 있는 부부는 3,173쌍이다. 자녀가 있는 편부모는 834명이었다. 146가구는 혈연관계가 없는 사람들로, 261가구는 일종의 기관이나 집단주택으로 구성되어 있었다.
2000년에는 총 1,676세대의 주거용 건물 중 866세대(전체의 51.7%)가 있었다. 다가구는 467채(27.9%), 주로 주거용으로 사용되는 다목적 건물은 263채(15.7%), 일부 주택이 있는 기타용도(상업 또는 공업)는 80채(4.8%)였다. 단독 주택 중 179채는 1919년 이전에, 76채는 1990년에서 2000년 사이에 지어졌다. 1919년에서 1945년 사이에 가장 많은 단독 주택(216채)이 건설되었다.
2000년에는 11,915개의 아파트가 시정촌에 있었다. 가장 일반적인 아파트 크기는 3개의 방으로 3,899개였다. 1인실 아파트는 911채, 5실 이상 아파트는 1천868채였다. 이 중 상가 10,895채(전체의 91.4%), 비수기 895채(7.5%), 공실 125채(1.0%)였다. 2009년 기준 신규주택 건설률은 인구 1,000명당 4.3세대였다. 2010년 시정촌 공실률은 0.21%였다.
역사적 인구는 다음 차트에 나와 있다.

## 정치
2007년 연방 선거에서 가장 인기 있는 정당은 23.87%의 득표율을 기록한 SVP였다. 다음으로 가장 인기 있는 세 정당은 SP (21.8%), 녹색당 (14.47%), CVP (11.59%)였다. 이번 연방 총선에서는 총 6,431표가 투표되었고, 투표율은 45.7%였다.
2009년 Grand Conseil 선거에는 총 14,212명의 등록 유권자가 있었고, 그중 5,390명(37.9%)이 투표했다. 이번 선거에서 시정촌에서 가장 인기 있는 정당은 MCG로 20.7%의 득표율을 기록했다. 주 전체 선거에서 그들은 세 번째로 높은 득표율을 얻었다. 두 번째로 인기 있는 정당은 Les Socialistes (13.3%)로 주 전체 선거에서 4위, 세 번째로 인기 있는 정당은 Les Verts (12.9%)로 주 전체 선거에서 2위를 기록했다.
2009년 참사당 선거에는 총 14,236명의 등록 유권자가 있었고, 그중 6,558명(46.1%)이 투표했다.
2011년에는 모든 지자체가 지방 선거를 했으며, 랑시에서는 35개의 지자체가 지방 의회에 열렸다. 총 19,698명의 등록 유권자가 있었고, 그중 7,004명(35.6%)이 투표했다. 7,004표 중 29표는 무효표, 39표는 무효표, 306표는 명단에 없는 이름이었다.

## 경제
2010년 현재 랑시의 실업률은 6.9%이다. 2008년 기준으로 1차 경제 부문에 12명이 고용되어 있고, 이 부문에 약 3개 기업이 참여하고 있다. 1,785명이 2차 부문에 고용되었고, 이 부문에 227개의 기업이 있었다. 15,091명이 3차 부문에 고용되었으며, 이 부문에는 887개의 기업이 있다. 시정촌 주민은 12,713명으로 일정 정도 고용되었으며, 그중 여성이 전체 노동력의 45.6%를 차지했다.
2008년에 정규직에 상응하는 총 일자리 수는 14,725개였다. 1차 부문의 일자리 수는 9개였으며 모두 농업에 종사했다. 2차산업의 일자리 수는 1,717개로 그 중 제조업이 526개(30.6%), 건설업이 1,127개(65.6%)였다. 3차 부문의 일자리는 12,999개였다. 3차 부문에서; 4,014개(30.9%) 도소매 또는 자동차 수리업, 2,451개(2,451(18.9%) 물품 이동 및 보관), 417(3.2%) 호텔 또는 요식업, 329(329(2.5%) 정보업), 1,292개(9.9%)가 보험 또는 금융 산업, 1,031개(7.9%)가 기술 전문가 또는 과학자, 1,012개(7.8%)가 교육, 767개(5.9%)가 의료 분야였다.
2000년 기준 자치단체로 통근하는 근로자는 10,930명, 출퇴근자는 10,351명이었다. 지자체는 근로자의 순수입 지자체이며, 떠날 때마다 약 1.1명의 근로자가 지자체에 들어간다. 랑시에 들어오는 인력의 약 15.1%는 스위스 외부에서 오고, 현지인의 0.1%는 일을 위해 스위스에서 출퇴근한다. 근로 인구의 32.5%가 대중교통을 이용하여 출퇴근하고, 48.3%가 자가용을 이용하였다.

## 종교

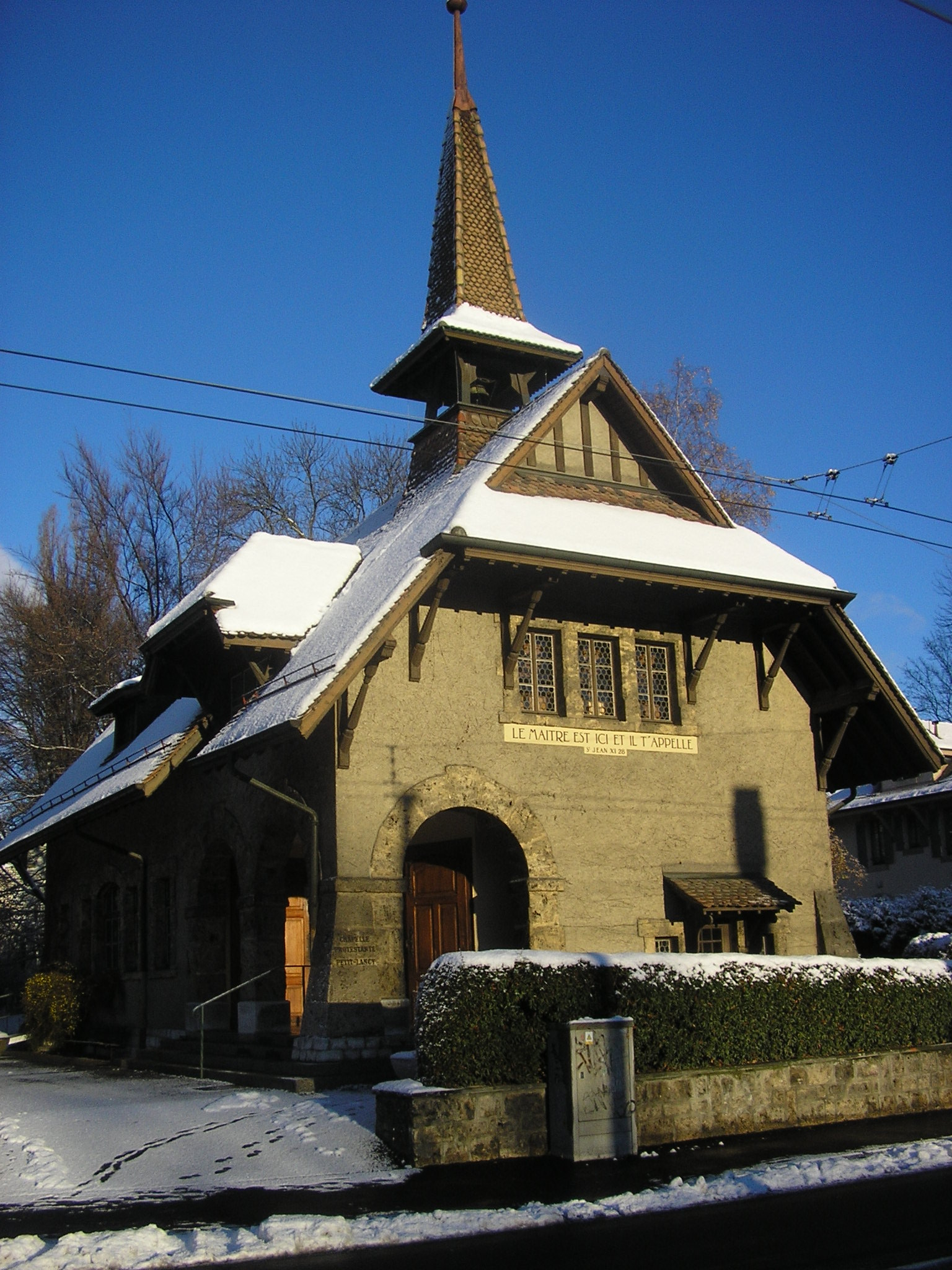
랑시의 개신교 예배당

2000년 인구 조사에 따르면 11,624명(45.3%)이 로마 가톨릭 신자이고, 4,046명(15.8%)이 스위스 개혁 교회에 속해 있다. 나머지 인구 중 정교회 교인은 333명(인구의 약 1.30%), 크리스찬 가톨릭 교회 교인은 53명(인구의 약 0.21%), 다른 기독교 교회에 속한 개인이 509명(약 1.98%)이 있었다. 유대인은 94명(인구의 약 0.37% )이었고, 이슬람교는 1,004명(인구의 약 3.91%)이었다. 불교는 68명이었다. 힌두교 42명과 다른 교회에 속한 46명이 있었다. 5,455명(인구의 약 21.24%)은 무교, 불가지론 또는 무신론자이며, 2,414명(인구의 약 9.40%)이 질문에 대답하지 않았다.

## 교육
랑시에서는 인구의 약 8,219명(32.0%)이 필수가 아닌 고등교육을 이수했으며 3,799명(14.8%)이 추가 고등교육(대학 또는 응용학문대학)을 마쳤다. 고등교육을 이수한 3,799명 중 40.4%가 스위스 남성, 32.1%가 스위스 여성, 16.5%가 비스위스계 남성, 11.0%가 비스위스계 여성이었다.
2009-2010학년도 동안 랑시 학교 시스템에는 총 5,817명의 학생이 있었다. 제네바주의 교육 시스템은 어린 아이들이 2년 동안 의무가 아닌 유치원에 다닐 수 있도록 허용한다. 그 학년도에는 유치원에 다니는 어린이가 494명이었다. 칸톤의 학교 시스템은 2년의 비필수 유치원을 제공하며 학생들은 6년 동안 초등학교에 다닐 것을 요구하며, 일부 어린이는 더 소규모의 특수 수업에 참석한다. 랑시에는 유치원이나 초등학교에 다니는 889명의 학생이 있었고 150명의 학생이 특수 학급에 있었다. 중등 학교프로그램은 3년의 낮은 의무 교육 과정과 3년에서 5년의 선택적인 고급 학교로 구성된다. 랑시에서 학교에 다니는 중학교 학생은 889명이었다. 1,356명의 시립 고등학교 학생과 전문 대학이 아닌 트랙 프로그램에 재학 중인 232명의 학생이 있었다. 추가로 305명의 학생이 사립학교에 다녔다.
2000년 기준으로 랑시에는 2,671명의 다른 지자체에서 온 학생이 있었고 1,297명의 주민들은 지자체 이외의 학교에 다녔다.
소쉬르 대학은 랑시에 있다.

## 교통
코뮌에는 제네바 대중교통의 본부가 있다. 랑시퐁루즈와 랑시-바쉐 두 기차역이 있다. 둘 다 레만 익스프레스 열차가 자주 운행하는 CEVA 궤도 철도에 있다.